# Vetophil
Vetophil ist eine österreichische Kabarettistengruppe.

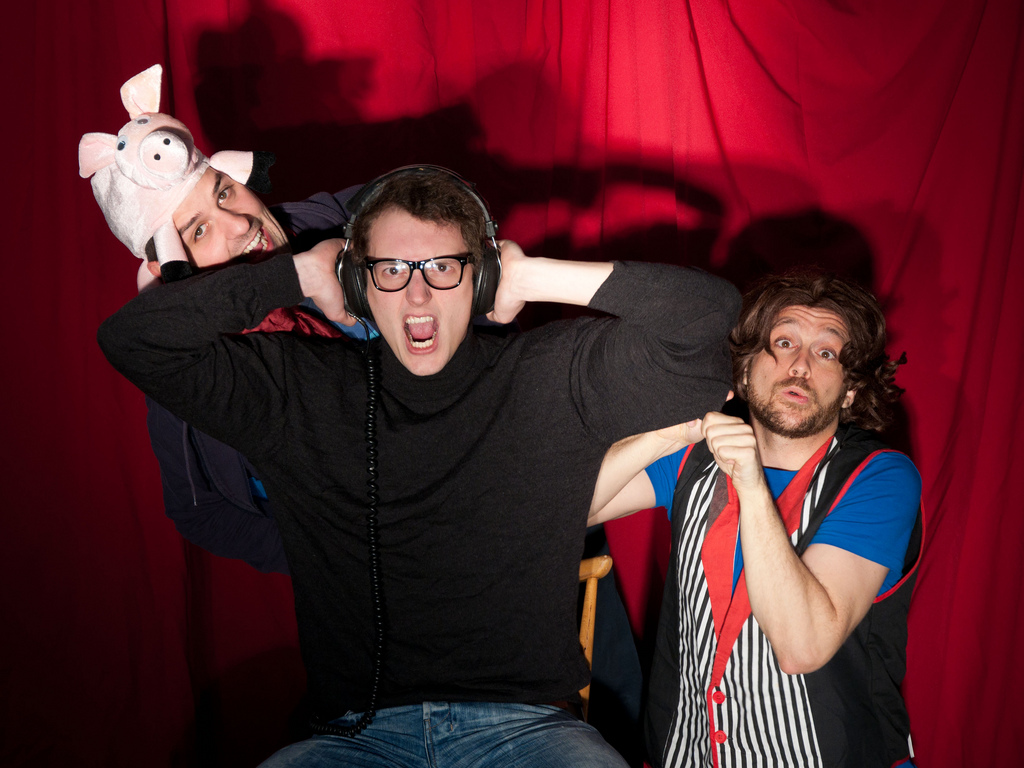
3 Charaktere aus dem Programm „stÖrung“ der Kabarettistengruppe Vetophil.

## Geschichte
Gegründet wurde die Gruppe 2011 von Wolfgang Schiessl (* 1987), Thorben Liening-Ewert (* 1987) und René Anour (* 1983), die sich durch ihr Engagement in der Theatergruppe Vetmed, einer Wiener Studententheatergruppe, kannten.
Ihren ersten gemeinsamen Auftritt hatte Vetophil im November 2011, als sie am „Comedyknockout 2011“, einem Wettbewerb für Nachwuchscomedians, teilnahmen und den Bewerb in zwei Runden für sich entscheiden konnten.
Vetophil gewannen 4 abendfüllende Auftritte im Theaterlabor in Wien und entwickelten daraufhin ihr erstes abendfüllendes Programm „stÖrung“, eine Persiflage auf die österreichische Medienlandschaft, das im März 2012 Premiere feierte.
Daraufhin bewarben sich die drei für die ORF-Castingshow Die große Chance, wo sie es bis in die Live-Shows schafften, in denen sie allerdings ausschieden.
Am 25. Juni 2012 folgte ein Auftritt im Orpheum in Wien, der größten Kabarettbühne Österreichs. Der Auftritt wurde vom Sender Okto-tv aufgezeichnet, der im Anschluss auch ein Porträt der Gruppe im Rahmen der Sendung „Kleinkunstsplitter“ am 12. November 2012 ausstrahlte.
Am 24. Oktober 2012 präsentierte Vetophil ein neues Kurzprogramm namens „OSKE (Ohne Sau Kein Eber)“ an der Veterinärmedizinischen Universität Wien. 2013 folgten weitere Auftritte von stÖrung, u. a. im K4 in Kilb und in der Kulisse Wien.
Im Mai 2014 erfolgt die Premiere des Programms „Terror“ im Orpheum.

## Programme
- 2012: stÖrung
- 2013: OSKE (Ohne Sau Kein Eber)
- 2014: Terror

## Fernsehen
- 2012: ORF – Die große Chance
- 2012: Okto – Kleinkunstsplitter[4]

## Auszeichnungen
- 2011: Comedyknockout